# 麥卡錫山 (查爾斯王子山脈)
70°24′S 66°31′E / 70.400°S 66.517°E
麥卡錫山（英語：Mount McCarthy）是南極洲的山峰，位於麥克羅伯特森地，屬於查爾斯王子山脈中波爾托斯山脈的一部分，海拔高度1,860米，以氣象學家命名，現時由南極條約體系管理。